# Sven Hansson
Sven Hansson (ur. 16 marca 1912, zm. 14 lipca 1971) – szwedzki biegacz narciarski, brązowy medalista mistrzostw świata.

## Kariera
W 1937 roku wystartował na mistrzostwach świata w Chamonix, gdzie zajął czwarte miejsce w biegu na 18 km techniką klasyczną. Walkę o brązowy medal przegrał z Pekką Niemim z Finlandii. Wraz z kolegami z reprezentacji zajął także czwarte miejsce w sztafecie 4x10 km. Rok później podczas mistrzostw świata w Lahti, osiągnął największy sukces w swojej karierze wspólnie z Donaldem Johanssonem, Sigurdem Nilssonem i Martinem Matsbo zdobywając brązowy medal w sztafecie. Na tych samych mistrzostwach zajął także 15. miejsce w biegu na 18 km i 16. miejsce na dystansie 50 km. Nigdy nie startował na igrzyskach olimpijskich.

## Osiągnięcia

### Mistrzostwa świata
| Miejsce | Dzień     | Rok  | Miejscowość | Konkurencja          | Czas biegu | Strata | Zwycięzca       |
| ------- | --------- | ---- | ----------- | -------------------- | ---------- | ------ | --------------- |
| 4.      | 14 lutego | 1937 | Chamonix    | 18 stylem klasycznym | 1:11:21    | +2:47  | Lars Bergendahl |
| 4.      | 18 lutego | 1937 | Chamonix    | Sztafeta 4x10 km     | 3:06:07    | +4:18  | Norwegia        |
| 15.     | 25 lutego | 1938 | Lahti       | 18 stylem klasycznym | 1:09:37    | +3:12  | Pauli Pitkänen  |
| 16.     | 27 lutego | 1938 | Lahti       | 50 stylem klasycznym | 4:06:09    | +22:02 | Kalle Jalkanen  |
| 3.      | 28 lutego | 1938 | Lahti       | Sztafeta 4x10 km     | 2:38:42    | +4:23  | Finlandia       |